# Баку Юнайтед
Баку Юнайтед ФК (англ. Baku United Futsal Club) — английский футзальный клуб, базирующийся в Лондоне. Основан в 2008 году. В 2013 году стал чемпионом Национальной футзальной лиги Англии. Является первым английским футзальным клубом, вышедшим в основной раунд Кубка УЕФА по футзалу.

## История клуба
Футзальный клуб «Баку Юнайтед» был создан в 2008 году азербайджанской диаспорской организацией «Odlar Yurdu» (рус. «Страна Огней») для участия в любительских турнирах в Лондоне. Команда была сформирована в результате объединения нескольких любительских команд, состоящих из азербайджанских студентов, обучающихся в университетах Великобритании.
До 2012 года Баку Юнайтед участвовала в любительских турнирах имени Гейдара Алиева и Лобановского.
В 2012 году, в результате слияния клуба «Спартанс», выступающего в Национальной футзальной лиге Англии с клубом «Баку Юнайтед», был образован новый клуб, под названием «Баку Юнайтед ФК».
В сезоне 2012—2013 годов, бывший клуб «Спартанс», дебютировал в Национальной футзальной лиге Англии под новым названием — «Баку Юнайтед ФК». На предварительном этапе клуб выступал в Южной Лиге.
В первом же сезона клуб выиграла чемпионат и Кубок Англии. В 2013 году клуб получил право выступать в Кубке УЕФА по футзалу.
Будучи проектом организации «Odlar Yurdu», клуб «Баку Юнайтед» служит примером развития англо-азербайджанских отношений, и способствует продвижению азербайджанской культуры в Великобритании.

## Достижения

### Чемпионат Англии
- Чемпион Англии: 2012—2013, 2013—2014

### Кубок Англии
- Обладатель: 2012—2013, 2013—2014

### Вторая лига Англии
- Чемпион Южной лиги: 2012—2013

## Состав
В сентябре 2013 года игроки сборной Азербайджана по футзалу Раджаб Фараджзаде и Ризван Фарзалиев заключили годичный контракт с лондонским клубом «Баку Юнайтед».

## Интересные факты
В августе 2013 года команда «Баку Юнайтед» провела учебно-тренировочные сборы в столице Азербайджана, в рамках которого были проведены товарищеские матчи с местными командами «Араз», «Нефтчи» и «Экол».